# Belcastro
Belcastro is een gemeente in de Italiaanse provincie Catanzaro (regio Calabrië) en telt 1394 inwoners (31-12-2004). De oppervlakte bedraagt 52,8 km², de bevolkingsdichtheid is 27 inwoners per km².
De volgende frazioni maken deel uit van de gemeente: Fieri di Belcastro.

## Demografie
Belcastro telt ongeveer 563 huishoudens. Het aantal inwoners daalde in de periode 1991-2001 met 15,0% volgens cijfers uit de tienjaarlijkse volkstellingen van ISTAT.
| Jaar | Inwoneraantal |
| ---- | ------------- |
| 1991 | 1648          |
| 2001 | 1400          |

## Geografie
De gemeente ligt op ongeveer 535 m boven zeeniveau.
Belcastro grenst aan de volgende gemeenten: Andali, Botricello, Cerva, Cutro (KR), Marcedusa, Mesoraca (KR), Petronà.
Albi · Amaroni · Amato · Andali · Argusto · Badolato · Belcastro · Borgia · Botricello · Caraffa di Catanzaro · Cardinale · Carlopoli · Catanzaro · Cenadi · Centrache · Cerva · Chiaravalle Centrale · Cicala · Conflenti · Cortale · Cropani · Curinga · Davoli · Decollatura · Falerna · Feroleto Antico · Fossato Serralta · Gagliato · Gasperina · Gimigliano · Girifalco · Gizzeria · Guardavalle · Isca sullo Ionio · Jacurso · Lamezia Terme · Magisano · Maida · Marcedusa · Marcellinara · Martirano · Martirano Lombardo · Miglierina · Montauro · Montepaone · Motta Santa Lucia · Nocera Terinese · Olivadi · Palermiti · Pentone · Petrizzi · Petronà · Pianopoli · Platania · San Floro · San Mango d'Aquino · San Pietro Apostolo · San Pietro a Maida · San Sostene · San Vito sullo Ionio · Sant'Andrea Apostolo dello Ionio · Santa Caterina dello Ionio · Satriano · Sellia · Sellia Marina · Serrastretta · Sersale · Settingiano · Simeri Crichi · Sorbo San Basile · Soverato · Soveria Mannelli · Soveria Simeri · Squillace · Stalettì · Taverna · Tiriolo · Torre di Ruggiero · Vallefiorita · Zagarise
1. ↑  https://demo.istat.it/?l=it.